# Horacio Carochi

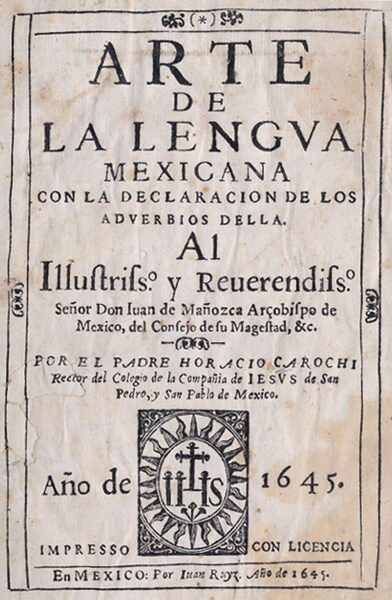
Deckblatt von Carochis „Arte de la lengva mexicana con la declaracion de los adverbios della. Al Illustrisso. y Reuerendisso.“

Horacio Carochi (* 1579 oder 1586 in Florenz als Horazio Carocci; † 1662 oder 1666 in Mexiko-Stadt) war ein florentinischer Jesuitenpater, der durch seine Grammatik des klassischen Nahuatl bekannt ist.

## Leben
Carochi wurde in Florenz geboren. Er ging nach Rom und trat im Jahr 1601 dem Jesuitenorden bei. Von Rom aus ging er in die Neue Welt, ins Vizekönigreich Neuspanien, das heutige Mexiko, wo er seine Philosophie- und Theologiestudien beendete und 1609 zum Priester geweiht wurde. Im Jesuitenkolleg von Tepotzotlán studierte er die indigenen Sprachen, namentlich Nahuatl und Otomí.
Er war ein Freund des Bischofs und späteren Vizekönigs von Neuspanien Juan de Palafox y Mendoza (1600–1659).

## Werk
Carochi hatte ein recht genaues Verständnis der Otomí- und der Nahuatl-Sprache, und er war der erste Grammatiker, der in seiner Schreibung des Nahuatl die Silbenlänge berücksichtigte und den stimmlosen glottalen Plosiv mit einem Saltillo darstellte.
Seine Arte de la Lengva Mexicana con la declaración de los adverbios della wurde 1645 von Juan Ruyz verlegt und erlangte schon kurz danach große Bedeutung.
Carochi verfasste auch eine Grammatik der Otomí-Sprache, die allerdings heute nicht mehr erhalten ist.

## Schriften
- Arte de la Lengua mexicana con la declaración de todos sus adverbios
- Vocabulario copioso de la Lengua mexicana
- Gramática de la Lengua Otomí
- Vocabulario Otomí
- Sermones en Lengua mexicana

## Ausgaben
- Grammar of the Mexican Language. With an Explanation of Its Adverbs (1645). Übersetzt von James Lockhart. Stanford University Press, 2001